# Parnassius kiritshenkoi
Espèce
Parnassius kiritshenkoi est une espèce d'insectes lépidoptères de la famille des Papilionidae, de la sous-famille des Parnassiinae et du genre Parnassius.

## Dénomination
Parnassius kiritshenkoi a été décrit par Andrey Avinoff (d) en 1910, comme Parnassius delphius kiritshenkoi une sous-espèce de Parnassius staudingeri.

### Sous-espèces
Parnassius kiritshenkoi dunkeldykus Sotshivko & Kaabak, 1996 

## Description
Parnassius kiritshenkoi est un papillon blanc marqué d'une bande grise au bord externe avec aux ailes postérieures une ligne submarginale de points noirs et deux ocelles cerclés de noir, de couleur rouge sur le revers.

## Biologie

### Période de vol et hivernation
Parnassius kiritshenkoi vole de fin juillet à septembre.

### Plantes hôtes
Les plantes hôtes sont des Corydalis.

## Écologie et distribution
Parnassius kiritshenkoi est présent dans l'Est du Pamir entre le Tadjikistan, la république populaire de Chine et l'Afghanistan.

### Biotope
Parnassius kiritshenkoi réside en haute montagne, au-dessus de 4 500 m.